# Браянт (Арканзас)
Браянт (англ. Bryant) — місто (англ. city) в США, в окрузі Салін штату Арканзас. Населення — 20 663 особи (2020).
Браянт посідає четверте місце в штаті за середнім доходом на домогосподарства, після міст Маумелл, Вайт-Хол та Кабот.
Також Браянт єдине місто в Арканзасі, обране журналом Money Magazine's до рейтингу Top 100 Best Places to Live 2009 (укр. Топ-100 Найкращих місць для життя), місто перебуває на 86 місці.

## Географія
Браянт розташований на висоті 126 метрів над рівнем моря за координатами 34°37′2″ пн. ш. 92°29′22″ зх. д. / 34.61722° пн. ш. 92.48944° зх. д. (34.617234, -92.489422). За даними Бюро перепису населення США в 2010 році місто мало площу 54,09 км², з яких 53,86 км² — суходіл та 0,23 км² — водойми.

## Демографія
Згідно з переписом 2010 року, у місті мешкало 16 688 осіб у 6733 домогосподарствах у складі 4640 родин. Густота населення становила 309 осіб/км². Було 7106 помешкань (131/км²).
Расовий склад населення:
| - 87,0 % — білих - 6,7 % — чорних або афроамериканців - 1,6 % — азіатів - 0,4 % — корінних американців - 2,6 % — осіб інших рас |

До двох чи більше рас належало 1,6 %. Іспаномовні складали 4,7 % від усіх жителів.
За віковим діапазоном населення розподілялося таким чином: 25,8 % — особи молодші 18 років, 62,4 % — особи у віці 18—64 років, 11,8 % — особи у віці 65 років та старші. Медіана віку мешканця становила 36,0 року. На 100 осіб жіночої статі у місті припадало 91,9 чоловіків; на 100 жінок у віці від 18 років та старших — 88,9 чоловіків також старших 18 років.
Середній дохід на одне домашнє господарство становив 68 487 доларів США (медіана — 60 162), а середній дохід на одну сім'ю — 79 510 доларів (медіана — 72 185). Медіана доходів становила 50 254 долари для чоловіків та 40 639 доларів для жінок. За межею бідності перебувало 4,1 % осіб, у тому числі 1,5 % дітей у віці до 18 років та 4,3 % осіб у віці 65 років та старших.
Цивільне працевлаштоване населення становило 10 662 особи. Основні галузі зайнятості: освіта, охорона здоров'я та соціальна допомога — 30,2 %, роздрібна торгівля — 11,3 %, мистецтво, розваги та відпочинок — 10,8 %.
За даними перепису населення 2000 року в Браянті мешкало 9764 особи, 2823 родини, налічувалося 3601 домашнє господарство і 3762 житлових будинки. Середня густота населення становила близько 413,7 осіб на один квадратний кілометр. Расовий склад Браянта за даними перепису розподілився таким чином: 95,2 % білих, 1,5 % — чорних або афроамериканців, 0,34 % — корінних американців, 1,05 % — азіатів, 0,84 % — представників змішаних рас, 0,37 % — інших народностей. Іспаномовні склали 1,05 % від усіх жителів міста.
З 3601 домашніх господарств в 42,6 % — виховували дітей віком до 18 років, 63,9 % представляли собою подружні пари, які спільно проживали, в 11,1 % сімей жінки проживали без чоловіків, 21,6 % не мали сімей. 19,1 % від загального числа сімей на момент перепису жили самостійно, при цьому 7 % склали самотні літні люди у віці 65 років та старше. Середній розмір домашнього господарства склав 2,65 осіб, а середній розмір родини — 3,03 осіб.
Населення міста за віковим діапазоном за даними перепису 2000 року розподілилося таким чином: 27,9 % — жителі молодше 18 років, 7,1 % — між 18 і 24 роками, 32,7 % — від 25 до 44 років, 21,8 % — від 45 до 64 років і 10,4 % — у віці 65 років та старше. Середній вік мешканця склав 35 років. На кожні 100 жінок в Браянті припадало 89, 8 чоловіків, у віці від 18 років та старше — 86,5 чоловіків також старше 18 років.
Середній дохід на одне домашнє господарство в місті склав 48 870 доларів США, а середній дохід на одну сім'ю — 56 038 доларів. При цьому чоловіки мали середній дохід в 39 380 доларів США на рік проти 26  261 долар середньорічного доходу у жінок. Дохід на душу населення в місті склав 20 730 доларів на рік. 3,5 % від усього числа сімей в окрузі і 4,8 % від усієї чисельності населення перебувало на момент перепису населення за межею бідності, при цьому 6,1 % з них були молодші 18 років і 8 % — у віці 65 років та старше.